# Happy Xmas (War Is Over)
"Happy Xmas (War Is Over)" er en julesang udsendt i USA som single 1. december 1971 af John Lennon og Yoko Ono/Plastic Ono Band samt Harlem Community Choir. Teksten af Lennon og Ono er skrevet til den traditionelle engelske sang "Skewball". Singlen var John Lennons syvende fraregnet hans produktioner med The Beatles. I Storbritannien blev sangen først udsendt det følgende år, 24. november 1972, hvor den nåede fjerdepladsen på hitlisten. I årene efter er den med mellemrum dukket op igen på den britiske hitliste, specielt i december 1980 efter Lennons død, hvor den nåede andenpladsen. Ud over at være en julesang er "Happy Xmas (War Is Over)" også en protestsang mod Vietnamkrigen, men det er primært ved juletid, sangen fortsat høres, både i originalversionen og i andre kunstneres versioner. Den optræder på en række juleopsamlingsplader som Absolute Christmas, lige som den i mange afstemninger om den bedste julesang slutter højt på listen.

## Baggrund
"Happy Xmas" var kulminationen på to års fredsaktivisme af John Lennon og Yoko Ono, der begyndte med deres bed-ins i marts og maj 1969, hvoraf den første fandt sted på deres bryllupsrejse. Sangens direkte forgænger var en international multimediekampagne igangsat af parret i december 1969 på ungdomsoprørets højdepunkt med protesterne mod USA's medvirken i Vietnamkrigen. Kampagnen omfattede leje af store plakatpladser i tolv storbyer over hele verden til sort-hvide kæmpeplakater med teksten: "WAR IS OVER! If You Want It – Happy Christmas from John & Yoko". Selv om sloganet tidligere havde været brugt i Phil Ochs' "The War Is Over" og The Doors' "The Unknown Soldier" fra 1968, kan Lennon og Onos efterfølgende anvendelse af ordene være tilfældig; i hvert fald er der hverken tegn på, at de har kendt til disse sange, eller det modsatte.
Efter at have oplevet populariteten af sangen "Imagine" fra tidligere i 1971, som var klart den største kommercielle succes af det, han havde lavet hidtil i solokarrieren, konkluderede Lennon: "Nu forstår jeg, hvad man skal gøre: Forsød de politiske budskaber med lidt honning. Han opfattede "Happy Xmas" som et middel til at videreføre temaer om socialt sammenhold og fredelige ændringer udlevet gennem personlig integritet og indflydelse, der fungerede i forbindelse med plakatkampagnen ved at indgyde optimisme såvel som at undgå for meget af den sentimentalitet, som han følte var karakteristisk for julemusik. Lennon var den første af Beatles-medlemmerne, der udsendte en julesang efter gruppens opløsning. Efter denne sang fulgte George Harrisons "Ding Dong, Ding Dong" i 1974, Paul McCartneys "Wonderful Christmastime" i 1979 og Ringo Starrs julealbum I Wanne Be Santa Claus i 1999. I perioden 1963 til 1969 havde The Beatles udgivet specielle juleplader til deres fanclub.

## Indspilningen
I begyndelsen af oktober 1971, hvor han ikke havde ret meget mere end et udkast til melodien og en halvt skrevet tekst, indpillede John Lennon en demo med akustisk guitar af "Happy Xmas (War Is Over)" i sin suite på St. Regis-hotellet i New York City, hvor han og Yoko Ono boede på det tidspunkt. Ono er krediteret som medforfatter og -komponist, men omfanget af hendes medvirken på dette tidlige tidspunkt er ukendt; således medvirker hun ikke på demoen, hvilket var atypisk for deres samarbejde. En ny demoversion af sangen blev indspillet senere samme måned, efter at parret var flyttet ind i en lejlighed i Greenwich Village. Som det var tilfældet med hans seneste to album (John Lennon/Plastic Ono Band og Imagine – sidstnævnte udsendt blot få uger forinden) hentede Lennon Phil Spector ind for at hjælpe med at producere nummeret. Den første indspilningssession fandt sted 28. oktober 1971 i Record Plant-studiet. Efter at studiemusikerne, hvoraf nogle på et eller andet tidspunkt tidligere havde fungeret som medlemmer af Plastic Ono Band, havde indspillet den instrumentale basis for nummeret og overdub-spor, tilføjede Lennon og Ono hovedvokalstemmerne. En af de fire guitarister, der var til stede, spillede bas, da Klaus Voormanns fly fra Tyskland var forsinket. Ono og studiemusikerne, heriblandt Voormann, indspillede B-siden "Listen, the Snow Is Falling" den følgende dag. Harlem Community Choir med 30 børn, hvoraf de fleste var mellem fire og tolv år, kom til studiet 31. oktober om eftermiddagen for at indspille kor-delen. Fotos til det originale pladeomslag blev også taget denne dag af Iain Macmillan.

## Kompositionen
Sangen indledes med talte julehilsner fra Lennon og Ono til deres børn fra tidligere ægteskaber: Ono hvisker: "Happy Christmas, Kyoko", derpå hvisker Lennon: "Happy Christmas, Julian." På tekstarkene, der følger med opsamlingsalbummene Shaved Fish (1975) og The John Lennon Collection, står der fejlagtigt, at der siges "Happy Christmas, Yoko" og "Happy Christmas, John".
Da John Lennon første gang spillede sangen for Phil Spector, bemærkede produceren, at sangens begyndelseslinje "So this is Christmas..." var rytmisk identisk med sangen "I Love How You Love Me" med The Paris Sisters fra 1961, som Spector havde produceret. I studiet bad Lennon guitaristerne om at spille på en mandolin-lignende måde magen til det, der findes på "Try Some, Buy Some", en single som Spector og George Harrison havde produceret i februar 1971 til Spectors hustru Ronnie Spector, tidligere medlem af The Ronettes. Spector indlagde også percussion-instrumenter af den slags, han havde brugt på albummet fra 1963, A Christmas Gift for You from Phil Spector.
I tilgift til disse genbrugselementer svarer akkorderne og melodiens struktur på "Happy Xmas (War Is Over)" til dem, man finder på den traditionelle engelske ballade "Skewball", men med et andet rytmisk forløb, brug af modulation og en hel ny og anderledes andenstemme til koret. Versene i sangen er tættest på Peter, Paul and Marys udgave af balladen (her kaldet "Stewball") fra 1963.

## Udgivelse
Apple Records udgav "Happy Xmas (War Is Over)"/"Listen, the Snow Is Falling" i USA 1. december 1971. Den blev udgivet på 7" single på gennemsigtigt grønt vinyl med et omslag med et sæt kort. Der kom to udgaver, hvoraf den ene indeholdt en serie på fem billeder, hvorpå Lennons ansigt gradvis blev transformeret til Onos. Denne serie havde oprindeligt været vist på bagsiden af kataloget til Onos retrospektive udstilling This Is Not Here på Everson Museum of Art i oktober 1971. 
Uenigheder mellem musikforlaget Northern Songs og Lennon betød, at udgivelsen af pladen i England først fandt sted 24. november det følgende år. Også her blev sangen udgivet på gennemsigtigt grønt vinyl, men denne udgave blev hurtigt udsolgt, hvorpå de følgende oplag udkom på normalt sort vinyl.
Første gang sangen udkom på album var på opsamlingspladen Shaved Fish, den eneste opsamlingsplade med Lennon, der udkom, mens han levede. På dette album var "Happy Xmas" sat sammen med en del af en liveudgave af "Give Peace a Chance" fra One-to-One-støttekoncerten 30. august 1972. Opsamlingsalbummet har små billeder, der illustrerer pladens sange, og illustrationen af "Happy Xmas" viser et fly, der kaster en juledekoration i stedet for en bombe.

### Video
En musikvideo for "Happy Xmas (War Is Over)" udkom på The John Lennon Video Collections, først udsendt på VHS i 1993. Den består af billeder fra fra Lennon og Onos plakatkampagne "War Is Over!" fra 1969, skjulte optagelser af parret og deres søn Sean fra slutningen af 1970'erne afvekslende med optagelser af et drengekor, der synger sammen med de originale medlemmer af Harlem Community Choir. Der er senere kommet en nyklippet udgave af videoen, hvor der er dokumentariske indslag af børn fra krigsskuepladser fra Vietnamkrigen og frem.

## Modtagelse
Sangen blev ikke nogen stor hitlistesucces ved sin udgivelse, idet den udkom lige sent nok til for alvor at opnå spilletid på de amerikanske radiostationer. Senere klarede den sig bedre, når den igen dukkede op ved juletid. Derimod blev den øjeblikkeligt en succes i Storbritannien, da den udkom der i 1972. Den nåede fjerdepladsen på den britiske hitliste dette år og er som i USA kommet på hitlisterne flere gange siden. Bedst klarede sangen sig i 1980, hvor den nåede andenpladsen i ugerne efter mordet på Lennon. Sangen var også et stort hit i en række andre lande, heriblandt Australien, Belgien, Danmark, Frankrig, Holland, Irland, Norge og Singapore. 

## Andre musikeres fortolkninger
Sangen er blevet fortolket af mange sangere siden Lennon og Ono udgav den, heriblandt:
- Andy Williams (1990) på I Still Believe in Santa Claus
- Diana Ross (1994) på A Very Special Season
- Celine Dion (1998) på These Are Special Times
- Carly Simon (2002) på Christmas Is Almost Here
- The Moody Blues (2003) på December
- Sarah McLachlan (2016) på Wintersong